# Kazimierz Andrzejkowicz

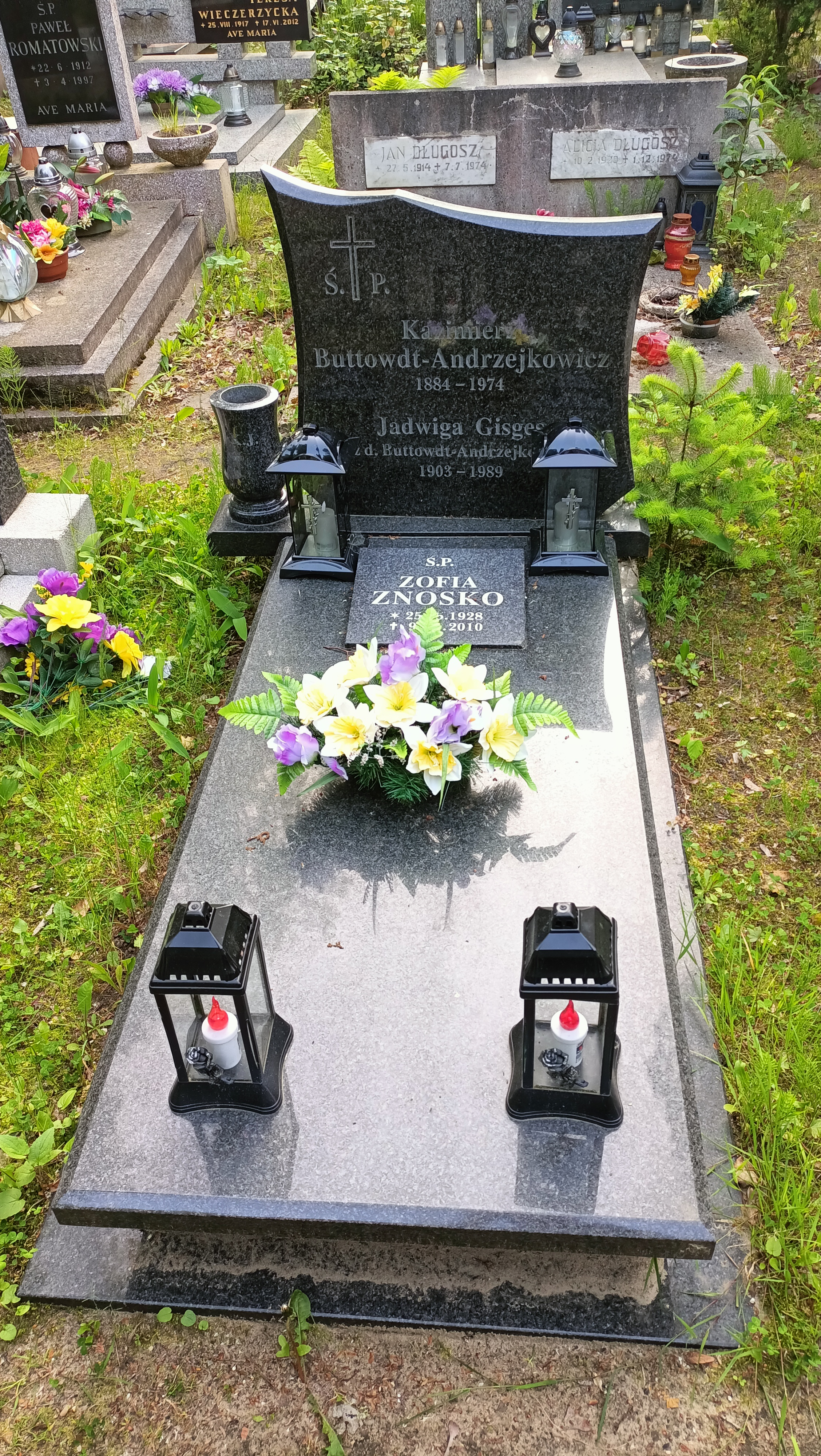
Grób Kazimierza Buttowt-Andrzejkowicza na cmentarzu Oliwskim w Gdańsku

Kazimierz Andrzejkowicz (ur. 4 września 1884 we wsi Szłapań, zm. 19 lipca 1974) – major kawalerii Wojska Polskiego.

## Życiorys
Urodził się 4 września 1884 we wsi Szłapań, w rodzinie Wiktora. 
W czasie I wojny światowej walczył w szeregach armii rosyjskiej, jako chorąży rezerwy kawalerii . Jego oddziałem macierzystym był 9 Bużański Pułk Ułanów . Awansował na podporucznika .
Od 1919 pełnił nieprzerwanie służbę w 12 Pułku Ułanów Podolskich. W jego szeregach walczył na wojnie z bolszewikami dowodząc szwadronem technicznym. 
Jako osadnik wojskowy otrzymał działkę w Bereżcach. 27 sierpnia 1920 został zatwierdzony z dniem 1 kwietnia 1920 w stopniu rotmistrza, w kawalerii, w grupie oficerów byłych Korpusów Wschodnich i byłej armii rosyjskiej, a 3 maja 1922 zweryfikowany w stopniu rotmistrza ze starszeństwem z 1 czerwca 1919 i 235. lokatą w korpusie oficerów jazdy (od 1924 – kawalerii). W 1923 pełnił obowiązki dowódcy II dywizjonu. 18 lutego 1928 został mianowany majorem ze starszeństwem z 1 stycznia 1928 i 21. lokatą w korpusie oficerów kawalerii. W kwietniu tego roku został przesunięty ze stanowiska dowódcy szwadronu na stanowisko kwatermistrza. Z dniem 30 września 1930 został przeniesiony w stan spoczynku.
We wrześniu 1939 został powołany do czynnej służby i przydzielony do Dowództwa Okręgu Korpusu Nr II. Dostał się do niemieckiej niewoli. Przebywał w Oflagu VII A Murnau.
Po zakończeniu II wojny światowej jako żołnierz Polskich Sił Zbrojnych wrócił do kraju i został zarejestrowany w jednej z rejowych komend uzupełnień. Zmarł 19 lipca 1974. Cztery dni później został pochowany na cmentarzu Oliwskim. W tym samym grobie została pochowana Jadwiga Gisges ur. 3 września 1903 w Barninie, w rodzinie Wiktora Buttowt-Andrzejkowicza i Stanisławy z Różańskich, żona kapitana lekarza Tadeusza Gisges (1894–1944), więźniarka obozu koncentracyjnego Ravensbrück .

## Ordery i odznaczenia
- Krzyż Walecznych czterokrotnie[17]
- Złoty Krzyż Zasługi – 10 listopada 1928 „w uznaniu zasług położonych na polu pracy w poszczególnych działach wojskowości”[18][19]

rosyjskie
- Order Świętej Anny 2 stopnia z mieczami – 12 września 1916[3]
- Order Świętego Stanisława 2 stopnia z mieczami – 25 czerwca 1915[3]
- Order Świętej Anny 3 stopnia z mieczami i kokardą – 17 maja 1915[3]
- Order Świętego Stanisława 3 stopnia z mieczami i kokardą – 25 lutego 1915[3]
- Order Świętej Anny 4 stopnia – 25 lutego 1915[3]